# Windhoeker Justizvollzugsanstalt
Das Windhoeker Justizvollzugsanstalt (englisch Windhoek Correctional Facility), ehemals Windhoeker Zentralgefängnis (englisch Windhoek Central Prison), ist seit 1963 das Hauptgefängnis der namibischen Hauptstadt Windhoek.
Die Anstalt verfügt über offizielle 900 Haftplätze. Es ist die größte der 13 Haftanstalten des Landes und beherbergt (Stand November 2017) etwa 1300 Häftlinge. Somit befindet sich etwa ein Drittel aller 4041 Häftlinge im Land (Stand Oktober 2017) in der Windhoeker Justizvollzugsanstalt.
Das Gefängnis wird wie alle Justizvollzugsanstalten im Land vom Namibia Correctional Services des Sicherheitsministeriums verwaltet.